# Суперкубок Словакии по футболу
Суперку́бок Слова́кии (словац. Slovenský Superpohár) — футбольный турнир в Словакии, состоящий из одного матча. Суперкубок разыгрывают между собой победитель чемпионата Словакии и обладатель Кубка страны. Суперкубок Словакии разыгрывается ежегодно, за исключением тех лет, когда обладателем Кубка и чемпионом страны становится один и тот же клуб, хотя первоначально в подобных случаях право играть в матче давалось финалисту Кубка. 
В 1993 году был сыгран неофициальный первый матч, в котором встречались братиславский «Слован» и сборная Словакии, состоявшая из словацких игроков последнего единого чемпионата Чехословакии.
В 2016 году был упразднён с вводом в действие Чехо-словацкого Суперкубка в 2017.

## Победители
| Год  | Город         | Чемпион             | Счёт           | Обладатель Кубка    |
| ---- | ------------- | ------------------- | -------------- | ------------------- |
| 1993 | Нитра         | Слован (Братислава) | 3:3 (пен. 3:2) | сборная Словакии    |
| 1994 | Гуменне       | Слован (Братислава) | 2:0            | Татран              |
| 1995 | Ружомберок    | Слован (Братислава) | 2:3            | Интер (Братислава)  |
| 1996 | Нитра         | Слован (Братислава) | 3:1            | Хемлон (Гуменне)    |
| 1997 | Нитра         | Кошице              | 5:0            | Слован (Братислава) |
| 1998 | Нитра         | Кошице              | 1:3            | Спартак (Трнава)    |
| 1999 | не проводился | Слован (Братислава) | −              | Слован (Братислава) |
| 2000 | не проводился | Интер (Братислава)  | −              | Интер (Братислава)  |
| 2001 | не проводился | Интер (Братислава)  | −              | Интер (Братислава)  |
| 2002 | Злате Моравце | Жилина              | 1:1 (пен. 3:4) | Коба (Сенец)        |
| 2003 | Злате Моравце | Жилина              | 2:0            | Матадор (Пухов)     |
| 2004 | Сенец         | Жилина              | 2:1            | Артмедиа Петржалка  |
| 2005 | Сенец         | Артмедиа Петржалка  | 3:1            | Дукла (ББ)          |
| 2006 | не проводился | Ружомберок          | −              | Ружомберок          |
| 2007 | Сенец         | Жилина              | 1:1 (пен. 5:4) | ВиОн                |
| 2008 | не проводился | Артмедиа Петржалка  | −              | Артмедиа Петржалка  |
| 2009 | Долны Кубин   | Слован (Братислава) | 2:0            | Кошице              |
| 2010 | Братислава    | Жилина              | 1:1 (пен. 4:2) | Слован (Братислава) |
| 2011 | не проводился | Слован (Братислава) | −              | Слован (Братислава) |
| 2012 | не проводился | Жилина              | −              | Жилина              |
| 2013 | не проводился | Слован (Братислава) | −              | Слован (Братислава) |
| 2014 | Братислава    | Слован (Братислава) | 1:0            | Кошице              |

## Достижения клубов
| Клуб               | Победитель | Год                    |
| ------------------ | ---------- | ---------------------- |
| Жилина             | 4          | 2003, 2004, 2007, 2010 |
| Слован             | 4          | 1994, 1996, 2009, 2014 |
| Артмедиа Петржалка | 1          | 2005                   |
| Интер              | 1          | 1995                   |
| Сенец              | 1          | 2002                   |
| Спартак            | 1          | 1998                   |
| Кошице             | 1          | 1997                   |